# David DeCastro
(en) Statistiques sur pro-football-reference
David DeCastro, né le 11 janvier 1990 à Bellevue dans l'État de Washington, est un joueur professionnel américain de football américain évoluant au poste d'offensive guard. De 2012 à 2020, il a joué pour le compte des Steelers de Pittsburgh en National Football League (NFL)[Quoi ?].

## Biographie

### Son enfance
DeCastro a fait ses études secondaires à la Bellevue High School de sa ville natale de Bellevue et a joué dans leur équipe de football américain.

### Carrière universitaire
En 2008, il est recruté par l'université Stanford où il commence ses premiers matchs comme titulaire la saison suivante. Il devient un titulaire indiscutable de la ligne offensive de Stanford.
Il est nommé dans l'équipe 2011 dans l'équipe All-America qui regroupe les meilleurs joueurs universitaires du pays.

### Carrière professionnelle
David DeCastro est choisi en tant que 24e choix global lors du premier tour du draft 2012 de la NFL par les Steelers de Pittsburgh.
Il se blesse au genou lors d'un match de pré-saison face aux Bills de Buffalo et doit manquer plusieurs mois d'activité. Il revient finalement au jeu pour les quatre derniers matchs de la saison 2012.
Avec le départ de Willie Colon, la porte s'ouvre pour DeCastro pour un poste de titulaire avec les Steelers. Il est désigné titulaire au poste de guard droit pour le début de la saison 2013.

## Trophées et récompenses
- Mention honorable de la Conférence Pacific-10 :2009
- Première équipe type de la Conférence Pacific-10 : 2010 et 2011
- Équipe-type All-America : 2011